# 布替那明
布替那明（也称作N-叔丁基-N,2-二甲基丁-3-炔-2-胺，N-tert-Butyl-N,2-dimethylbut-3-yn-2-amine）是一种叔胺，分子式C10H19NO，可作为抗高血压药。